# انسداد قناة فالوب
انسداد قناة فالوب (بالإنجليزية: Fallopian tube obstruction)‏ هو سبب رئيسي للعقم عند النساء، حيث تكون قناة فالوب المسدودة غير قادرة على جعل البويضة والحيوانات المنوية تتلاقي، وذلك يجعل الإخصاب مستحيلا. وتعرف قناة فالوب أيضاً باسم ناقلة البويضات، أو أنابيب الرحم، أو بوقي الرحم «المفرد: بوق».

## الأنواع

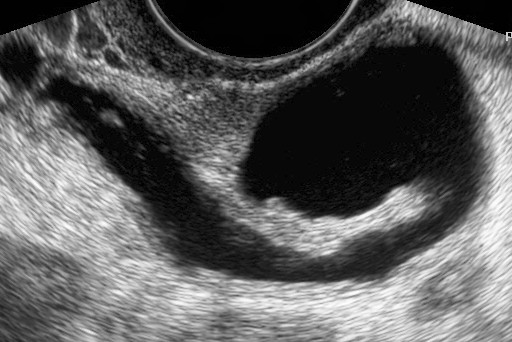
موه البوق الأيسر)

يمكن أن يعزى ما يقرب من 20 ٪ من العقم عند النساء إلى أسباب أنبوبية. ويرتبط انسداد الأنابيب البعيدة (الذي يؤثر النهاية القريبة من المبيض)، والذي يرتبط عادة مع تشكيل موه البوق الذي تسببه المتدثرة التراخومية في كثير من الأحيان، وقد تتواجد التصاقات في الحوض مع مثل هذه العدوى. وفي أشكال أقل حدة، تتلاصق الخملات وتتحطم، مع الاحتفاظ ببعض سالكية الأنبوب. وقد يكون انسداد الجزء الأوسط لقناة فالوب نتيجة لإجراء عملية ربط البوق، حيث أن ذلك الجزء من الأنبوب هو هدف شائع للتدخلات التعقيمية. بينما يحدث انسداد الجزء الأنبوبي الداني بعد العدوي أو الإجهاض الإنتاني، وأيضا بعد التعقيم الأنبوبي كما في إجراء Essure الذي يستهدف جزء الأنبوبة القريب من الرحم.

## الأسباب
من أسباب انسداد الأنبوب الأكثر شيوعا عدوى أو مرض التهاب الحوض. وقد ذكرت نسبة العقم الأنبوبي إلى أن 12٪ بعد مرة، و23٪ بعد مرتين، و53٪ بعد ثلاث مرات من تكرار حدوث مرض التهاب الحوض. كما قد يحدث انسداد قناتي فالوب أو تعطيلها بسبب التهاب بطانة الرحم، والتهابات داخل البطن بعد الولادة والعدوى بما في ذلك التهاب الزائدة الدودية والتهاب الصفاق. ولا يعمل تشكيل الالتصاقات بالضرورة على سد قناة فالوب، ولكن تجعلها مختلة من خلال تشويهها أو فصلها من المبيض. وقد أُفيد أن النساء المصابات بالانسداد البوقي البعيد لديها أعلى معدل للإصابة بفيروس نقص المناعة البشرية.
وقد يتم سد قناة فالوب كوسيلة لمنع الحمل. وفي هذه الحالة، تكون أنابيب فالوب تكون سليمة، وتكون الحالات التي تطلب تلك الطريقة ممن لديهم أطفال. ويعتبر ربط قناة فالوب إجراء دائم.

## التقييم
في حين أن اختبار وظائف الأنابيب في المرضي الذين يعانون من العقم البوقي غير ممكن، إلا أن اختبار السالكية البوقي ممكن، حيث أن تصوير الرحم بالصبغة سوف يظهر الأنبوب مفتوح عندما تنسكب الصبغة غير منفذو للإشعاع داخل تجويف البطن، ويمكن لتخطيط الصدى النسائي أن يظهر التشوهات، مثل موه البوق كمؤشر لانسداد الأنبوب. وأثناء الجراحة، خاصة تنظير البطن، يمكن معرفة حالة الأنابيب بواسطة صبغة ميثلين الزرقاء التي يمكن حقنها في الرحم بعملية تدعي تلوين البوق (chromotubation)، وتظهر أنها تمر إلي الأنابيب عندما يكون عنق الرحم مسدود. وقد وصفت عملية تلوين البوق بالمنظار كمعيار أساسي للتقييم البوقي. وغالبا ما يرتبط مرض البوق بعدوى الكلاميديا، وقد أصبح اختبار الأجسام المضادة للكلاميديا وسيلة فحص فعالة من حيث التكلفة لأمراض البوق.
نفخ البوق هو فقط ذو أهمية تاريخية باعتباره الطريقة الرئيسية القديمة للإشارة إلى السالكية،  وكان يُستخدم مسبقا قبل التقييم بالمنظار لأعضاء الحوض.

## العلاج
يُجرى علاج انسداد أنبوبة فالوب عادة عن طريق رأب البوق بهدف استعادة السالكية للأنابيب، وربما الوظيفة العادية. وهناك طريقة شائعة في العصر الحديث من العلاج هي التلقيح الصناعي، كما أنها أكثر فعالية من حيث التكلفة، وأقل توغلي، ة والنتائج تكون على الفور.
كما أن هناك طرق بديلة، مثل العلاج الطبيعي اليدوي له القدرة على فتح قناة فالوب واستعادة وظيفتها في بعض النساء. وقد استُخدمت مثل هذه العلاجات والتقنيات الإنجابية المساعدة أكثر من الجراحة.

### رأب البوق
يشير رأب البوق إلى عدد من العمليات الجراحية التي تحاول استعادة سالكية وسير العمل في قناة فالوب حتى يمكن تحقيق ذلك الحمل، فالعقم البوقي هو سبب شائع للعقم، وعادة ما كان تستخدم رأب البوق قبل التطوير الفعال للتلقيح الصناعي.
وتم تطوير أنواع مختلفة من رأب البوق يمكن تطبيقها عن طريق تنظير أو استكشاف البطن، وتشمل تحلل الالتصاقات، ورأب خمل البوق (إصلاح النهاية المخملية للأنابيب)، وفغر البوق، واستئصال وإعادة وصل البوق( إزالة قطعة مسدودة من الأنبوب وإعادة توصيل باقي أجزاء الأنبوب)، وإعادة الزرع الأنبوبي (إعادة ربط الأنبوب إلى الرحم). وعلاوة على ذلك، باستخدام الكشف الفلوري أو تنظير الرحم، يمكن التغلب علي انسداد الأنابيب القريبة بواسطة إقناء جانب واحد من الأنبوب المسدود أو الجانبين؛ حيث يتم إدخال قسطرة رفيعة من الناحية القريبة للبوق؛ لدراسة وربما استعادة سالكية البوقي، أو فغر الأنبوب (خلق فتحة للأنبوب)، أو تنظير الأنبوب.
وترتبط نتائج الجراحة عكسيا مع الضرر الموجود قبل الجراحة، ويبقى تكون الالتصاقات مشكلة. ويكون المرضى في خطر متزايد للحمل خارج الرحم، على الرغم من أن التلقيح الصناعي مع الأنابيب التالفة أيضا يرتبط بخطر للحمل خارج الرحم.

### التخصيب في المختبر
(بالإنجليزية: تلقيح صناعي)‏
الإخصاب في المختبر IVF أو التلقيح الصناعي هو العملية التي يتم تخصيب البويضة بواسطة الحيوان المنوي خارج الجسم: في المختبر، وهو العلاج الرئيسي للعقم عندما تفشل الوسائل الأخرى للتكنولوجيا في المساعدة على الإنجاب. وتتمثل العملية في رصد التبويض للمرأة، إزالة البويضة أو البويضات من المبيض وترك الحيوانات المنوية للإخصاب في وسط السوائل في المختبر. ويعرف رصد الدورة الطبيعية للمرأة، وجمع بويضة مختارة بشكل طبيعي للإخصاب، بالدورة الطبيعية للتلقيح الاصطناعي. ويتم نقل البويضة الملقحة (الزيجوت) إلى رحم المرأة لحدوث الحمل الناجح.
ويحل التلقيح الصناعي إلى حد كبير محل الجراحة الأنبوبية في علاج العقم، ويضر وجود موه البوق نجاح التلقيح الاصطناعي؛ لذا يُوصى بالتنظير قبل التلقيح الصناعي إما لسد أو إزالة موع البوق.

### الطب البديل
لانسداد قناة فالوب، قد استُخِدم الطب البديل كشكل من أشكال علاج العقم. وأظهرت دراسة استخدام طرق بديلة أن أقلية فقط من الأزواج الذين يعانون من العقم يمكنهم الاستفادة من هذه العلاجات، وأظهرت أيضا أن الأساليب البديلة في كثير من الأحيان التي تم اختيارها من قِبل الأزواج الأكثر ثراء أو كان لديهم اعتقاد في فعالية هذه العلاجات، لم يتحقق لهم الحمل. ومن المشاركين في الدراسة، استخدم 29 ٪ منهم طريقة CAM لتلقي العلاج، واستخدم 22٪ منهم الوخز بالإبر، واستخدم 17٪ الأعشاب العلاجية، واستخدم 1٪ منهم التأمل.